# Upolu
Upolu is een eiland in Samoa. Het is 1100 km² groot en het hoogste punt is 1100 m. Het is tevens het drukst bevolkte eiland van Samoa. Zo'n driekwart van de Samoanen woont op het eiland. De hoofdstad van Samoa, Apia, is gelegen op Upolu.
Er komen oorspronkelijk slechts drie zoogdieren voor op Upolu, de vleermuizen Pteropus samoensis, Tongavleerhond (Pteropus tonganus) en Emballonura semicaudata.